# Nonanal
Nonanal (Pelargonaldehyd, Nonylaldehyd) ist ein Aldehyd und eine farblose bis leicht gelbliche, wasserunlösliche Flüssigkeit mit einem blumig-rosenhaften, citrusartigen Geruch. In der Natur kommt dieser Aldehyd als Bestandteil verschiedener ätherischer Öle, z. B. Rosen-, Zitronen- oder Zimtöl, vor.
Da Nonanal bei Lagerung zur Oxidation neigt, empfiehlt es sich, den Stoff möglichst kühl in voll gefüllten Gefäßen aufzubewahren oder in Form einer 10%igen ethanolischen Vorratslösung zu verwenden.

## Herstellung
Die Herstellung von Nonanal kann synthetisch durch Reduktion von Pelargonsäure in der Gasphase oder durch katalytische Hydrierung des Ölsäureozonids erfolgen. Eine weitere Synthesemöglichkeit geht von Undecylensäure aus, welche in verschiedenen Reduktions- und Oxidationsschritten zu Nonanal umgesetzt wird.

## Eigenschaften
Nonanal bildet bei erhöhter Temperatur entzündliche Dampf-Luft-Gemische. Die Verbindung hat einen Flammpunkt von 75 °C. Die Zündtemperatur beträgt 200 °C. Der Stoff fällt somit in die Temperaturklasse T4.

## Verwendung
Nonanal ist in Arzneimitteln und Duftstoffen enthalten.

## Gesundheitsgefährdung
Nonanal reizt die Augen, Atmungsorgane und die Haut.
Aufgrund des Siedepunktes von ca. 201 °C gehört Nonanal zu den flüchtigen organischen Verbindungen. Aufgrund seiner irritierenden Wirkung wird Nonanal im Zusammenhang mit der Innenraumluft betrachtet. Als Emittent kommen jedoch auch biologische Materialien (wie Holz) in Frage.